# Ozicrypta mcarthurae
Ozicrypta mcarthurae là một loài nhện trong họ Barychelidae. Loài này phân bố ờ Queensland.